# Fred Wacker
Fred Wacker (Chicago, 10 juli 1918 - 16 juni 1998) was een autocoureur uit de Verenigde Staten. Hij nam in 1953 en 1954 deel aan 5 Grands Prix Formule 1 voor het team Gordini, maar scoorde hierin geen WK-punten.